# 叙利亚沙漠
叙利亚沙漠（阿拉伯语：بادية الشام，bādiyat ash-shām）是阿拉伯半岛北部的一个沙漠。西为阿西河，东为幼发拉底河，北部与叙利亚中北部肥沃的土地相接，南连阿拉伯沙漠。面积32.4万平方公里。分属叙利亚、伊拉克、约旦和沙特阿拉伯等国。